# NGC 4020
NGC 4020 ist eine spiralförmige Zwerggalaxie vom Hubble-Typ SBcd im Sternbild Großer Bär am Nordsternhimmel. Sie ist schätzungsweise 34 Millionen Lichtjahre von der Milchstraße entfernt und hat einen Durchmesser von etwa 20.000 Lichtjahren. Gemeinsam mit 18 weiteren Galaxien bildet sie die NGC 4274-Gruppe (LGG 279).

Im selben Himmelsareal befinden sich u. a. die Galaxien NGC 3971, IC 2984, IC 2985, IC 2986.
Das Objekt wurde am 3. Februar 1788 vom deutsch-britischen Astronomen Wilhelm Herschel entdeckt.